# One Life One Soul - Best of Ballads
One Life One Soul - Best of Ballads è la prima raccolta della rock band svizzera Gotthard, pubblicata nel gennaio del 2002 dalla BMG/Ariola.
Come suggerisce il titolo, l'album raccoglie principalmente ballate e altri brani pubblicati dal gruppo fino ad allora, con l'aggiunta dei due inediti Looking at You (lanciata come singolo promozionale) e la cover Ruby Tuesday dei Rolling Stones.
L'album è arrivato in poco tempo a essere certificato doppio disco di platino per le vendite nel 2002. Il 9 novembre 2011 è stato comunicato che è diventato triplo disco di platino.

## Tracce
Tutte le canzoni sono state composte da Steve Lee, Leo Leoni e Chris von Rohr, eccetto dove indicato.
1. Heaven (versione radiofonica) – 4:08
2. Ruby Tuesday – 4:20 (Mick Jagger, Keith Richards) – Inedito
3. Looking at You – 4:23 (Mandy Meyer, Lee, von Rohr) – Inedito
4. Let It Rain – 4:35
5. All I Care For – 3:09 (Lee, Leoni)
6. He Ain't Heavy, He's My Brother – 4:33 (Bobby Scott, Bob Russell)
7. One Life, One Soul – 3:58
8. You – 4:17 (Lee, Meyer, von Rohr)
9. Homerun (versione radiofonica) – 3:53
10. Father Is That Enough? – 3:56
11. Reason to Live – 4:38 (Lee, Meyer, von Rohr)
12. Lonely People (versione remix) – 3:23
13. Peace of Mind (nuova versione) – 3:32
14. Angel – 5:05 (Lee, Leoni, Marc Lynn)
15. Out On My Own (Live) – 5:08 (Lee, Leoni, von Rohr, Vic Vergeat)
16. I'm on My Way (Live) – 5:54
17. Love Soul Matter (Live) – 8:56 (Lee, Leoni, von Rohr, Vic Vergeat)

- Le tracce 15, 16 e 17 sono estratte dal live acustico D-Frosted
- La traccia 17 include una ghost track strumentale di Heaven.

## Formazione
- Steve Lee – voce
- Leo Leoni – chitarre
- Mandy Meyer – chitarre
- Marc Lynn –  basso
- Hena Habegger –  batteria

## Classifiche

### Classifiche settimanali
| Classifica (2002) | Posizione massima |
| ----------------- | ----------------- |
| Germania          | 60                |
| Svizzera          | 1                 |

### Classifiche di fine anno
| Classifica (2002) | Posizione |
| ----------------- | --------- |
| Svizzera          | 10        |